# Római útépítés
A római útépítést a merész vonalvezetés és az alapos kivitel jellemezte. Az utak évezredes fennmaradásukat a mély alapozásnak köszönhetik.

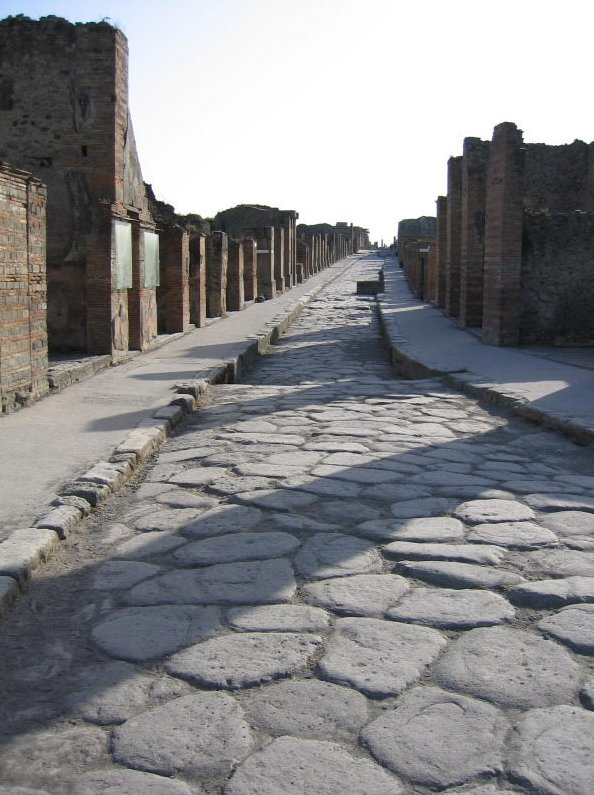
Római út Pompeiiben

Az alapozás legalább 1 méter mély, de legfeljebb a fagyhatárig ért le. A terméskő alap (statumen) 30 cm vastagságú lapos kövekből álló réteg volt. Erre jött az ökölnyi kövekből készült ruderato, ami 25 cm vastagságú. Felette kisebb kavicsokból álló nucleus (25 cm) helyezkedett el. Valamennyi réteget mészhabarcsba tették. A legfelső réteg homokos kavics vagy ritkán terméskő. (20 cm) A kötőanyagul használt mész (calx) után nevezték el a franciák a kövezett utat (via calciata) chaussée-nak (sosszé).
Az építkezéshez mindig a helyben található anyagokat használták fel. Például a Savárián átvezető utat sághegyi bazaltkővel burkolták.
Vizenyős talaj esetében dorongutakat építettek. A folyókat, kisebb szakadékokat áthidalták. Lápokban, mocsarakban több kilométer hosszú pallóhidakat is lefektettek. A római utak szélessége 4-6 méter volt. Az Alpokban csak 1,5 - 3 méter volt. Ez elsősorban a gyalogos közlekedésre szolgált, bár a kocsik részére számos kitérőt építettek a veszélyes szakaszokon.
A rómaiak ismertek voltak a nyílegyenes útvonalak építéséről, de ez újabb kutatások szerint annak köszönhető, hogy felhasználták a hódításuk előtt felállított egyenes vonalakat, amelyeket azután katonai és kereskedelmi utakká alakítottak át.
Mérföldköveket állítottak minden 1480 méternyi távolságnál, hogy tudható legyen az út iránya, hossza, legközelebbi települések, építtetőjének adatai. Feljegyezték, hogy az etruszkok meghódításakor a rómaiak figyeltek rá fel, hogy Toszkánában egyenes vonalakban felállított kövek hálózzák be az országot. Később Hellász (a mai Görögország) meghódításakor is észrevették, hogy a dombos hellén tájakon nyílegyenes sorokban kőoszlopok állnak az utak mellett.
A római katonák több ezer mérföldnyi utat építettek. A csapattestek  gyorsan eljuthattak a birodalom távoli részeire a jól kiépített utakon.

## Utak listája

A Római Birodalom Hadrianus korában (ur.: 117–138), bemutatva a római fő utak hálózatát

### Italia
Főbb utak
- Via Aemilia , Riminitől (Ariminum ) Placentiáig
- Via Appia , az Appian út (i.e. 312), Rómától Pugliáig
- Via Aurelia Rómától Franciaországig
- Via Cassia , Rómától Toszkánáig
- Via Flaminia Rómától Riminiig (Ariminum)
- Via Raetia , Veronából északra a Brenner-hágón át
- Via Salaria , Rómától az Adriai-tengerig

Egyéb utak
- Via Aemilia, Hirpini
- Via Aemilia Scauri (Kr. e. 109)
- Via Brixiana , Cremona és Brescia között

- Via Canalis , Udine , Gemona és Val Canale között a karintiai Villachig , majd az Alpokon át Salzburgba vagy Bécsbe
- Via Claudia Julia Augusta (Kr. e. 13)
- Via Claudia Nova (i.sz. 47)
- Via Clodia , Rómától Toszkánáig
- Via Domitiana , tengerparti út Nápolyból Formiába
- Via Flacca
- Via Flavia , Trieszttől (Tergeste ) Dalmáciáig
- Via Geminán , Aquileiától és Trieszttől Materija , Obrov , Lipa és Klana felé
- Via Herculia
- Via Julia Augusta (i. e. 8.),
- Via Labicana , Rómától délkeletre,
- Via Latina , Rómától délkeletre Casilinumig, ahol csatlakozott a Via Appiához.
- Via Ostiensis , Rómától Ostiáig
- Via Postumia (i.e. 148), Aquileiától Veronán át az Appennineken át Genováig
- Via Popilia (Kr. e . 132), két külön út, az egyik Capuából Rhegiumba , a másik Ariminumból a későbbi Veneto régión keresztül
- Via Praenestina , Rómától Praeneste -ig
- Via Schlavonia , Aquileiától Észak-Isztrián keresztül Senjbe és Dalmáciába
- Via Severiana , Terracina - Ostia
- Via Tiberina , Rómától Ocriculumig
- Via Tiburtina , Rómától Tiburig
- Via Traiana ,  Beneventótól Brindisiig
- Via Traiana Nova a Bolsena -tótól a Via Cassiáig
- Via Valeria Tiburtól Aternumig
- Via Valeria (Szicília) Messinából Siracusába

## Tabula Peutingeriana
A Tabula Peutingeriana (Peutinger-tábla) útvonalleírás a Római Birodalom nyilvános úthálózatáról.

## Kapcsolódó szócikk
- Borostyánút
- Ókori közlekedés